# Anal (Sprache)
Anal ist eine von 23.000 Menschen der Naga-Volksgruppe in Indien und Myanmar gesprochene sinotibetische Sprache.

## Verbreitung

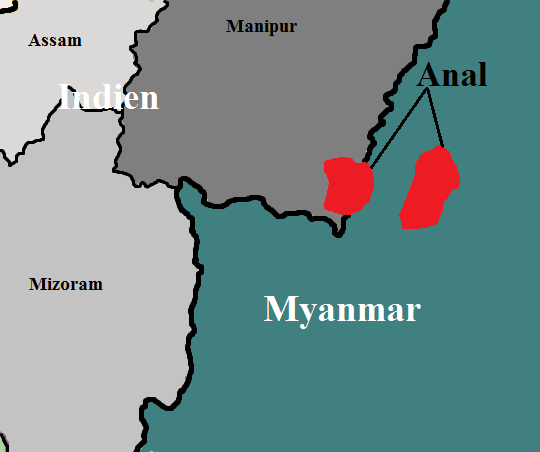
Verbreitung von Anal

Anal wird im indischen Bundesstaat Manipur, in der myanmarischen Division Sagaing und möglicherweise in Bangladesch gesprochen. Von den geschätzt 23.000 Muttersprachlern leben laut indischer Volkszählung 13.900 in Indien. Die UNESCO klassifiziert Anal als „potentiell gefährdete“ Sprache.

## Beschreibung
Anal ist eine SOV-Sprache und wird mit lateinischer Schrift geschrieben. 74 % der Sprecher in Indien sind alphabetisiert. Anal hat die Dialekte Mulsom, Laizo, Lai, Hakha Lai, und Zahao. Die nächstähnliche Sprache ist Lamkang.